# Gobiopterus
Gobiopterus  es un género de peces de la familia de los Gobiidae en el orden de los perciformes.

## Especies
- Gobiopterus birtwistlei (Herre, 1935)
- Gobiopterus brachypterus (Bleeker, 1855)
- Gobiopterus chuno (Hamilton, 1822)
- Gobiopterus lacustris (Herre, 1927)
- Gobiopterus macrolepis (Cheng, 1965)]
- Gobiopterus mindanensis (Herre, 1944)
- Gobiopterus panayensis (Herre, 1944)
- Gobiopterus semivestita (Munro, 1949)
- Gobiopterus stellatus (Herre, 1927)